# Història d'Amèrica

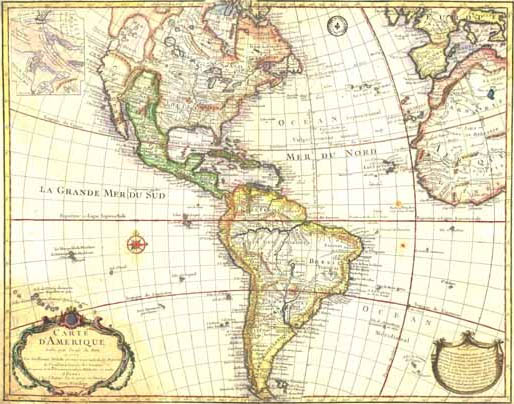
Mapa antic d'Amèrica

La història d'Amèrica és la història dels pobles d'Amèrica del Nord, Amèrica Central, Amèrica del Sud i el Carib. Comença amb la immigració cap a aquestes regions de pobles possiblement d'Àsia o d'Oceania durant l'Edat de Gel; la qual, quan acabà, va trencar el contacte entre aquest continent i la resta dels continents per mil·lennis.
La majoria dels ascendents dels pobles amerindis d'Amèrica del Nord van ser pobles caçadors immigrants que hi van immigrar per l'Estret de Bering, que durant l'Edat de Gel va estar congelat permetent el pas a peu. Els amerindis Paleo probablement van seguir als mamuts i altres animals que caçaven. En aquesta regió es van desenvolupar nombroses civilitzacions, com a l'Antic Món, però segles després, com ara les civilitzacions cahokia, zapoteca, tolteca, olmeca, asteca. Totes aquestes civilitzacions, llevat la civilització cahokia, van conformar una regió històrica coneguda com a Mesoamèrica. Aquesta regió inclou part de l'Amèrica Central on es va desenvolupar la civilització maia.
Els ascendents dels pobles amerindis sud-americans potser van immigrar d'Amèrica del Nord, o d'Oceania, per mitjà de basses. A Amèrica del Sud es van desenvolupar la cultura chavín, la civilització chimú i la civilització inca, que va estendre el seu domini del Perú cap a Xile i l'Argentina.

## Procés d'Immigració
La data del començament de la immigració pel pont de Bering és un tema molt controvertible. Es creu que va ocórrer fins i tot el 40000 aC Els descobriments arqueològics suggereixen diverses onades d'immigració. Totes les teories, però, han acceptat que el poble inuit del Canadà va arribar molt de temps després, probablement el segle vi, des de Sibèria.
Una de les primeres cultures identificables va ser la cultura Clovis fa 13.200 a 12.900 anys al final de l'últim període glacial, que tenien tradició de caçadors i es caracteritza per la fabricació de "puntes de Clovis" i eines distintives d'os i marfil.
Cap a l'any 10000 aC els humans van arribar al Cap d'Hornos, a la punta sud d'Amèrica. S'han trobat artefactes a Amèrica del Nord i Amèrica del Sud que daten del 10000 aC

## Civilitzacions precolombines
Les civilitzacions es van desenvolupar segles després del començament de la immigració. La capital dels cahokians, Cahokia, localitzada a l'estat d'Illinois va tenir una població de 20.000. Per al segle xii la ciutat va ser una de les més poblades de Amèrica del Nord; Monk's Mound, el centre cerimonial més important de Cahokia és una de les construccions més grans del Nou Món. No obstant això, els asteques i els maies van bastir ciutats molt més grans, com ara Tenochtitlan que va tenir una població superior als 300.000 habitants a l'arribada dels conquistadors espanyols. El mercat que hi van establir va ser el més gran que havien vist.
Aquestes civilitzacions van desenvolupar l'agricultura, principalment de blat de moro, que és molt més gran del que es troba a Àsia, i que es va originar a Mèxic, així com la xocolata. També van plantar patates, tomàquets, carabasses i alvocats. No van desenvolupar la ramaderia a gran escala, ja que hi havia poques espècies adequades.

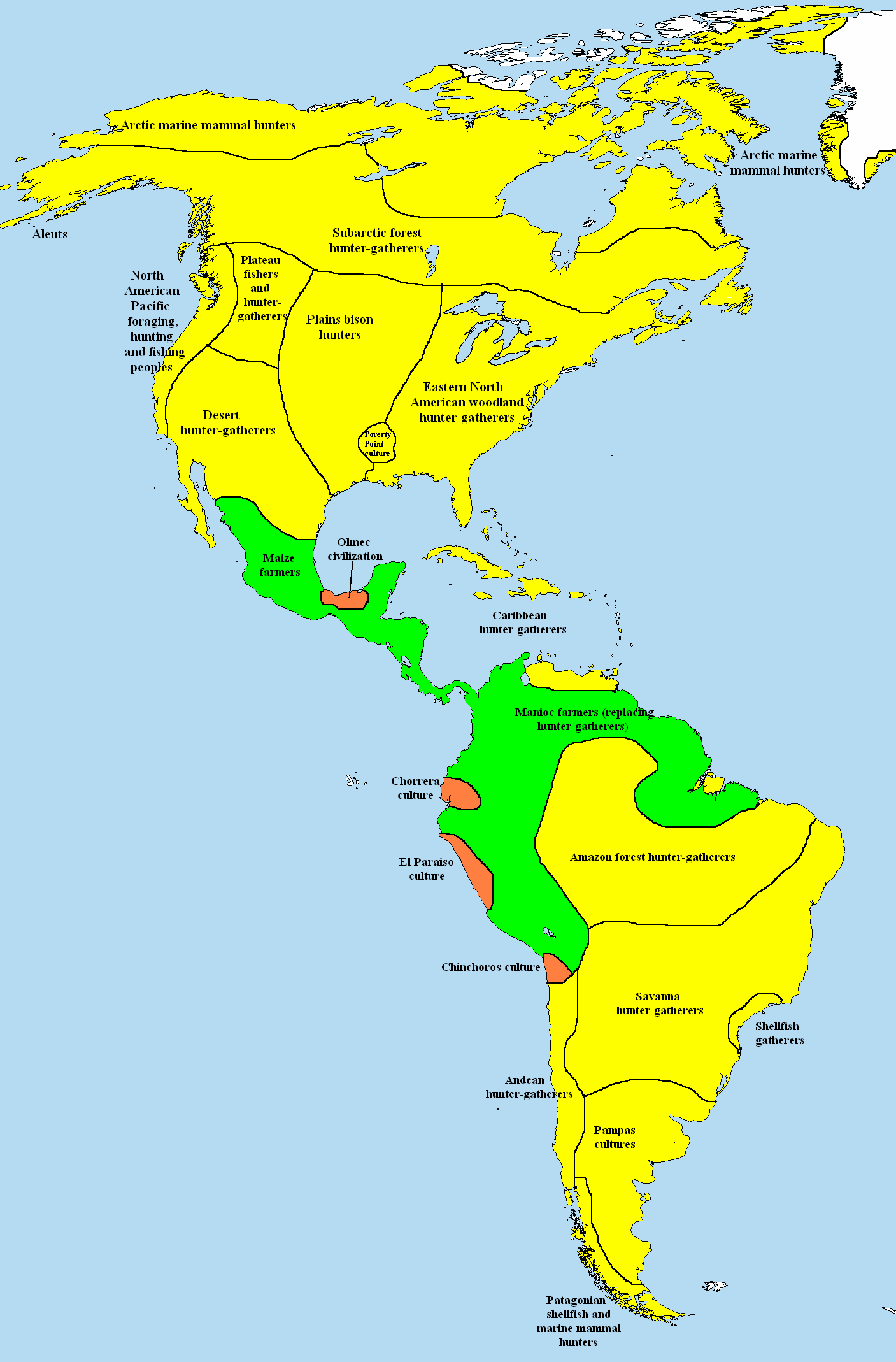
Mapa d'Amèrica representant l'extensió de diversos pobles presents cap al segle XI aC

L'Amèrica precolombina conforma un període historiogràfic que incorpora totes les subdivisions del període de la història i la prehistòria a les Amèriques abans de l'aparició d'importants influències europees al continent americà, que abasta l'època de la colònia original al Paleolític superior a la colonització europea durant l'edat moderna.
Encara que la frase "època precolombina" literalment es refereix només al temps anterior als viatges de Cristòfor Colom el 1492, a la pràctica la frase en general s'utilitza per referir-se a tota la història d'Amèrica i les cultures indígenes fins que aquestes cultures van ser conquistades o influenciades de forma significativa pels europeus, fins i tot si l'incident passa després de dècades o segles del primer viatge de Colom (p. ex.: Algunes tribus en racons recòndits de l'Amazones). Per això, els termes alternatius Amèrica precolonial o Amèrica prehistòrica també estan en ús. A les zones d'hispanoamèrica el terme generalment utilitzat és prehispànic.
Moltes civilitzacions precolombines establiren senyes d'identitat que incloïen assentaments permanents, ciutats, agricultura, l'arquitectura monumental i civil, moviments de terra importants i complexes jerarquies socials. Algunes d'aquestes civilitzacions s'havia esvaït molt temps en l'època de les primeres arribades permanents europeus (finals del s. XV / principis segle xvi), i només es coneixen a través de les investigacions arqueològiques. Altres van ser contemporanis amb el període colonial, i van ser descrits en els relats històrics de l'època. Uns pocs, com els maies, tenien els seus propis registres escrits. Perquè la majoria dels europeus cristians de l'època perceberen aquests textos com herètics, van destruir molts textos en pires. Només uns pocs documents ocults han sobreviscut.
Si persisteixen, les societats i les cultures que descendeixen d'aquestes civilitzacions poden ara ser substancialment diferent en la forma de les anteriors. Molts d'aquests pobles i els seus descendents mantenen diverses tradicions i pràctiques que es refereixen als temps primigenis, així com la seva combinació amb les importades pels colonitzadors europeus (sincretisme).
Algunes civilitzacions precolombines semblen haver construït grans centres urbans, haver desenvolupat l'agricultura així com diverses jerarquies socials complexes. Moltes d'aquestes civilitzacions ja havien decaigut o desaparegut per al segle xvi, data en què es produirien els primers assentaments europeus permanents, i només coneixem llurs històries per mitjà de les investigacions arqueològiques i les tradicions orals dels pobles veïns sobrevivents. D'altres, es van desenvolupar de manera contemporània a l'arribada dels europeus, i per tant, tenim prou documents històrics dels pobladors i dels colonitzadors i conqueridors. Els pobles que han sobreviscut, les cultures i les societats dels quals descendeixen directament d'aquestes civilitzacions, han estat substancialment influenciats per les cultures i religions europees, encara que conserven algunes tradicions i pràctiques, així com llurs llengües.

### Amèrica del Nord (llevat de Mesoamèrica)
Les civilitzacions més grans que es van desenvolupar a Amèrica del Nord són:
- els amerindis "Pueblo", que es van establir al sud-oest dels Estats Units.
- Civilització Chaokia, que es va desenvolupar al centre de l'estat d'Illinois prop del riu Mississipi.

### Mesoamèrica
Les principals civilitzacions, pobles o ciutats que es van desenvolupar a Mesoamèrica són:
- Civilització zapoteca, que es van establir al centre-est de Mèxic; encara sobreviuen les ruïnes de Monte Albán.
- Civilització olmeca, que es van establir al sud de Mèxic, i van ser els primers a crear un sistema d'escriptura.
- Civilització tolteca, un poble, originalment nòmada i militar, que parlava el nàhuatl.
- Teotihuacan, una ciutat i un imperi molt important; la ciutat va ser una de les ciutats més grans del Nou Món, probablement amb més de 150.000 habitants.
- Civilització maia, que es va desenvolupar al sud-est de Mèxic i al nord d'Amèrica Central; van bastir grans ciutats, com ara la zona arqueològica de Palenque; els seus coneixements d'astronomia i matemàtiques van ser molt avançats, fins i tot superiors als del Vell Món.
- Civilització asteca, originalment un poble nahua nòmada del nord de Mèxic que es va establir al centre d'aquest país, fundant la ciutat de Tenochtitlan, i l'imperi més gran de Mesoamèrica, fins a l'arribada dels europeus.

### Amèrica del Sud
- els chavins, una civilització del nord de Amèrica del Sud.
- civilització chimú, al nord-oest del Perú.
- civilització inca, la civilització més gran i important de Amèrica del Sud, fins a l'arribada dels europeus.

### Desenvolupament de les civilitzacions d'Amèrica del Nord

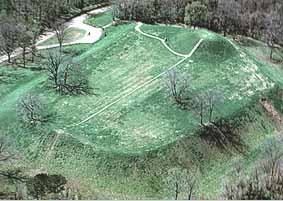
Monticle de la cultura del Mississipi

La majoria dels pobles nadius nord-americans eren tribus de nòmada-caçadors, encara que d'altres havien desenvolupat civilitzacions basades en l'agricultura. No obstant això, aquestes civilitzacions no van ser tan avançades tecnològicament ni políticament com les civilitzacions mesoamericanes de més al sud. La majoria d'aquestes tribus van formar poderoses confederacions per lluitar contra la colonització europea.
La cultura del Mississipi va dominar l'àrea del riu homònim durant la història precolombina. Una de les característiques distintives d'aquesta cultura va ser la construcció de grans monticles de terra de forma piramidal. Van cultivar el blat de moro i van participar d'una xarxa de comerç extensa; també van desenvolupar una societat estratificada complexa. El poble del Mississipi s'hi va establir al voltant del 1000 dC. No obstant, ja havia decaigut durant l'arribada dels primers europeus.
L'assentament més gran d'aquest poble, Cahokia, localitzat prop de la ciutat actual d'East St. Louis, Illinois, va tenir una població superior als 20.000 habitants. Durant aquest període de clímax, entre els segles xii i xiii, Cahokia va ser la ciutat més poblada de Amèrica del Nord (llevat de la regió cultural mesoamericana). El monticle de Monk, el centre cerimonial més gran de Cahokia, és la construcció de terra més gran del món prehistòric.

### Imperi Maia

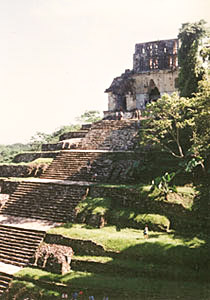
Temple de les Inscripcions a la zona arqueològica de Palenque, Mèxic

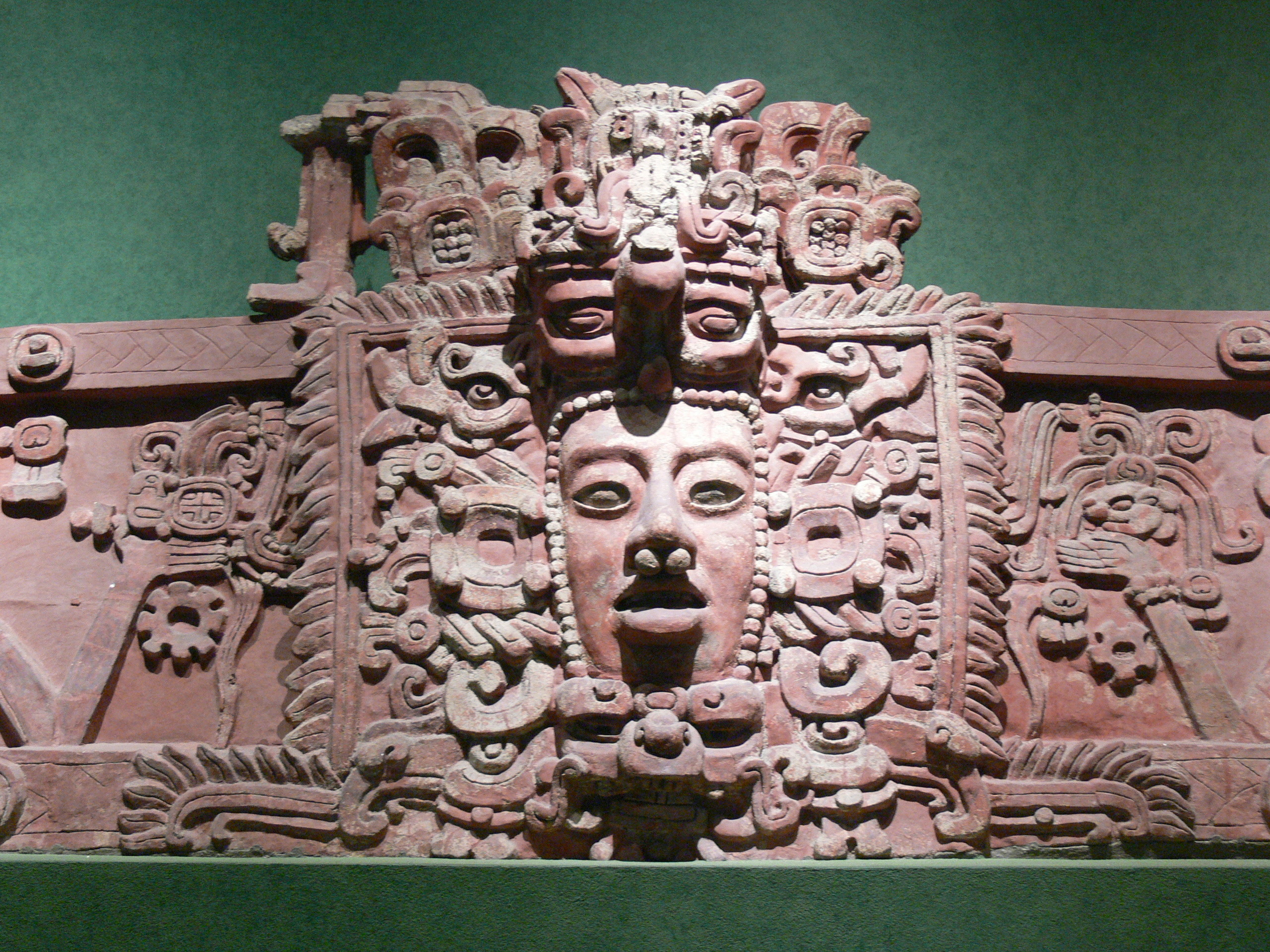
Màscara maia corresponent al període postclàssic, trobada a Placeres, Campeche i exposada al Museu Nacional d'Antropologia i Història de Mèxic.

Els maies eren un poble que va viure principalment al sud del que avui és Mèxic i a l'Amèrica Central, establint una de les cultures mesoamericanes més importants abans de l'arribada dels espanyols. Contrari a la creença popular, els maies no han desaparegut, sinó que milers de descendents viuen encara a aquestes àrees i parlen diferents dialectes de la llengua maia. La civilització maia es va desenvolupar en els territoris actuals de Guatemala, Belize, Hondures, El Salvador i en cinc estats del sud-est de Mèxic: Campeche, Chiapas, Quintana Roo, Tabasco i Yucatán, amb una història d'uns tres mil·lennis. Durant aquest llarg temps, en aquest territori es van parlar centenars de dialectes que generen avui prop de 44 llengües maies diferents. Parlar dels "antics maies" és referir-se a la història d'una de les cultures mesoamericanes precolombines més importants, ja que el seu llegat científic i astronòmic és mundial. La literatura maia il·lustra la vida d'aquesta cultura. Obres com el Rabinal Achí, el Popol Vuh, els diversos llibres del Chilam Balam, en són mostra. El que sí que va ser destruït amb la conquesta és el model de civilització que fins a l'arribada dels primers espanyols, havia generat tres mil·lennis d'història. La conquesta espanyola dels pobles maies no es va consumar fins al 1697, amb la presa de Tayasal, capital dels maies Itzá, i Zacpetén, capital dels maies Ko'woj, a El Petén (actual Guatemala). L'últim estat maia va desaparèixer quan el govern mexicà de Porfirio Díaz va ocupar el 1901 la seva capital, Chan Santa Cruz, donant així fi a l'anomenada Guerra de Castes. Els maies van fer grans i impressionants construccions des del Preclàssic mitjà i grans ciutats com Nakbé, El Mirador, San Bartolo, Cival, localitzades a la Conca del Mirador, al nord del Petén, i durant el Clàssic, les conegudes ciutats de Tikal, Quiriguá (ambdues les primeres a ser declarades Patrimoni de la Humanitat per la UNESCO, el 1979 i 1981 respectivament), Palenque, Copán, Río Azul, Calakmul, Comalcalco (construïda de maó cuit), així com Ceibal, Cancuén, Machaquilá, Dos Pilas, Uaxactún, Altún Ha, Piedras Negras i molts altres llocs en l'àrea. Es pot classificar com un imperi, però no se sap si al moment de la colonització van imposar la seva cultura o si va ser fruit de la seva organització en ciutats estat independents, la base era l'agricultura i el comerç. Els monuments més notables són les piràmides que van construir en els seus centres religiosos, al costat dels palaus dels seus governants (llocs de govern i residència dels nobles), sent el major trobat fins ara el de Cancuén, al sud del Petén, moltes de les estructures estaven decorades amb pintures murals i adorns d'estuc. Altres restes arqueològiques importants inclouen les lloses de pedra tallada usualment anomenades esteles (els maies en deien tetun, 'tres pedres'), que mostren efígies dels governants al costat de textos logogràfics que descriuen les seves genealogies, entronitzacions, victòries militars, i altres èxits. La ceràmica maia està catalogada com una de les més variades, fines i elaborades del món antic. Els maies participaven en el comerç a llarga distància a Mesoamèrica, i possiblement més enllà. Entre els béns de comerç hi havia el jade, el cacau, el blat de moro, la sal i l'obsidiana.

### Imperi Asteca

Extensió efectiva de l'Imperi asteca

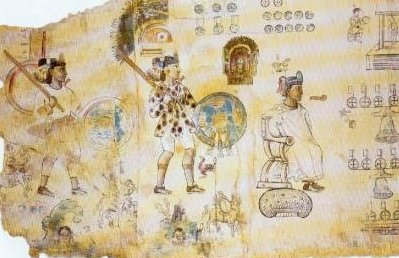
Còdex asteca

Els asteques o mexiques van constituir un poble de la cultura nahua a la zona de Mesoamèrica que va existir des del segle xii al segle xvi. Van bastir un gran imperi la capital del qual va ser Tenochtitlan, sobre una illa del llac de Texcoco, on avui es troba la ciutat de Mèxic. Els asteques van parlar la llengua nàhuatl, que va ser la lingua franca de tota la regió.
L'Imperi asteca difereix dels imperis europeus de la història. Com els imperis europeus, va ser ètnicament divers; tanmateix, l'Imperi asteca es va basar principalment en un sistema tributari, i no pas en un sistema de govern. Encara que les ciutats sota el control asteca van realitzar enormes pagaments de tributs, l'arqueologia ha demostrat que el benestar social dels pobles va millorar després de ser conquerits. Això va ser causa de l'increment del comerç i de les millores en els camins i les comunicacions amb altres pobles.
La major part de l'Imperi asteca va ser format per un home, Tlacaelel (que en nàhuatl significa "cor baronívol") que va viure de 1397 a 1487. Encara que se li va oferir l'oportunitat de ser un tlatoani, va preferir romandre darrere del tron. Era nebot del Tlatoani Itzcóatl i germà de Tximalpopoca i de Motecuhzoma Ilhuicamina, i tenia el títol de "Cihuacóatl" (en honor de la deessa, i el significant del qual és gairebé equivalent a "conseller"), però, com va ser registrat al Còdex Ramírez, "el que Tlacaelel ordenava, ràpidament es feia". Ell va formar una nova estructura pel govern asteca, va ordenar la crema de tots els llibres asteques (la seva explicació era que els llibres estaven plens de mentides) i va reescriure la seva història. A més, va reformar la religió asteca, posant al déu tribal Huitzilopochtli al mateix nivell que els antics deus asteques: Tláloc, Tezcatlipoca i Quetzalcóatl. Tlacaelel, per tant, va crear una noció d'identitat de la història dels asteques. També va crear la institució de les guerres florals, una guerra ritual que permetia l'entrenament dels guerrers i alhora creava la necessitat de proveir sacrificis humans constants per mantenir el moviment del sol. Alguns escriptors creuen que les classes altes eren conscients de l'engany de les guerres florals; però, serien els efectes d'aquesta institució mateixa els que contribuirien a la caiguda de l'imperi: els tlaxcalteques no van ser conquerits pels asteques, amb la intenció que participessin com a enemics en les guerres florals. Hernán Cortés se'n va aprofitar, fent dels tlaxcalteques els seus aliats, els quals proveirien milers de persones per donar suport als pocs espanyols. A més, l'estratègia asteca de la guerra estava basada en la captura dels presoners per guerrers individuals, i no en el treball en equip per matar l'enemic en la batalla.

#### Sacrificis humans

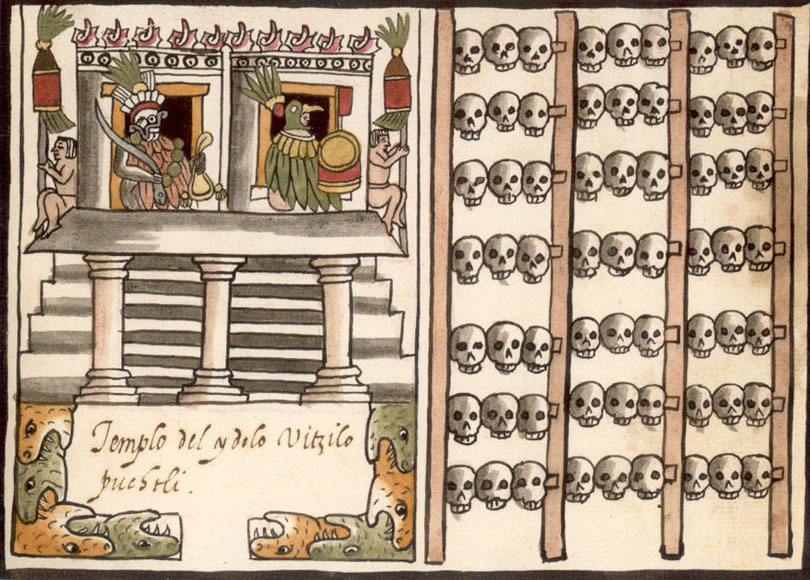
Representació del Temple Major i dels sacrificis de la seva dedicació.

Els sacrificis humans es realitzaven a Mesoamèrica i Amèrica del Sud segles abans de l'establiment de l'Imperi asteca. Hi ha registres que indiquen que eren comuns per la civilització olmeca, la civilització maia i la civilització inca. Tanmateix, els asteques van ser els primers a realitzar-los contínuament i a gran escala. Segons els registres asteques, en la dedicació del Temple Major, es van sacrificar 84.400 persones. La majoria dels historiadors creuen que aquesta és una xifra molt exagerada; això no obstant, mostra la característica única del sacrifici massiu de les festivitats asteques.
Els asteques van establir les "guerres florals" per tal de capturar presoners pels sacrificis, anomenats nextlaualli, "deute als déus", perquè el sol sobrevisqués un cicle de 52 anys en què estava dividit el calendari asteca. Cada 52 anys es realitzava una cerimònia especial, la "cerimònia del nou foc". Tots els focs s'apagaven i durant la nit es realitzava un sacrifici, i esperaven l'alba. Si el sol sortia, això volia dir que els sacrificis del cicle de 52 anys havien estat prou, i començava un nou cicle de 52 anys, i la fi del món havia estat posposada. Aquesta cerimònia era antiga, però els asteques pensaven que el sacrifici constant d'humans era necessari per posposar la fi del món. Irònicament, els espanyols van arribar a la fi d'un d'aquests cicles, l'any ce acatl.

### Imperi Inca

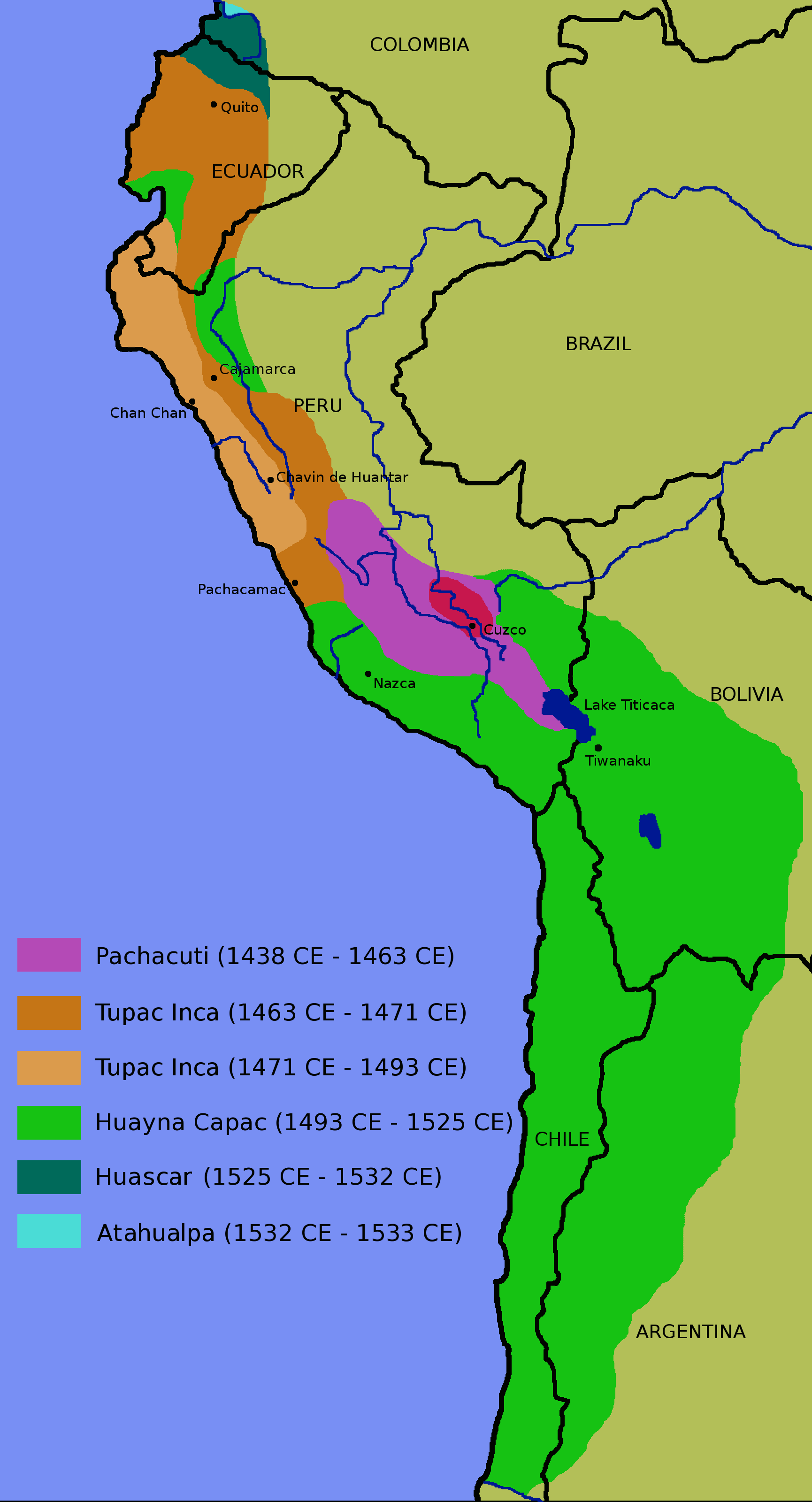
Expansió de l'Imperi Inca

Els inques foren els dirigents de l'entitat política i administrativa més gran del continent americà. A finals del segle xiv, l'imperi va començar a expandir-se de la seva regió inicial, situada en la regió de Cusco, fins a la regió meridional de les muntanyes Andines d'Amèrica del Sud. Aquesta va acabar amb la invasió espanyola dirigida per Francisco Pizarro l'any 1532.
Al moment de la seva rendició, l'imperi controlava una població de 12 milions de persones aproximadament, el qual representaria avui Perú, Equador i també una gran part de Xile, Bolívia i l'Argentina.
Els inques anomenaven el seu territori Tawantinsuyu, que en quítxua, la llengua dels inques, significa "les quatre parts". Es tracta d'un territori que abraça diverses menes de terrenys i climes molt marcats. La paraula inca designa el mateix dirigent i alhora el poble de la vall de Cusco, la capital de l'imperi. Algunes vegades és utilitzada per designar a tots els pobles inclosos en el Tawantinsuyu, però aquest ús no és correcte. La majoria de les desenes dels pobles petits van mantenir la seva identitat tot i estar lligats políticament i econòmicament als inques. El quítxua va ser l'idioma oficial i parlat en la majoria de les comunitats fins a l'arribada dels espanyols, però almenys vint dialectes locals van subsistir en diferents parts de l'imperi.

## Descobriment d'Amèrica i la colonització

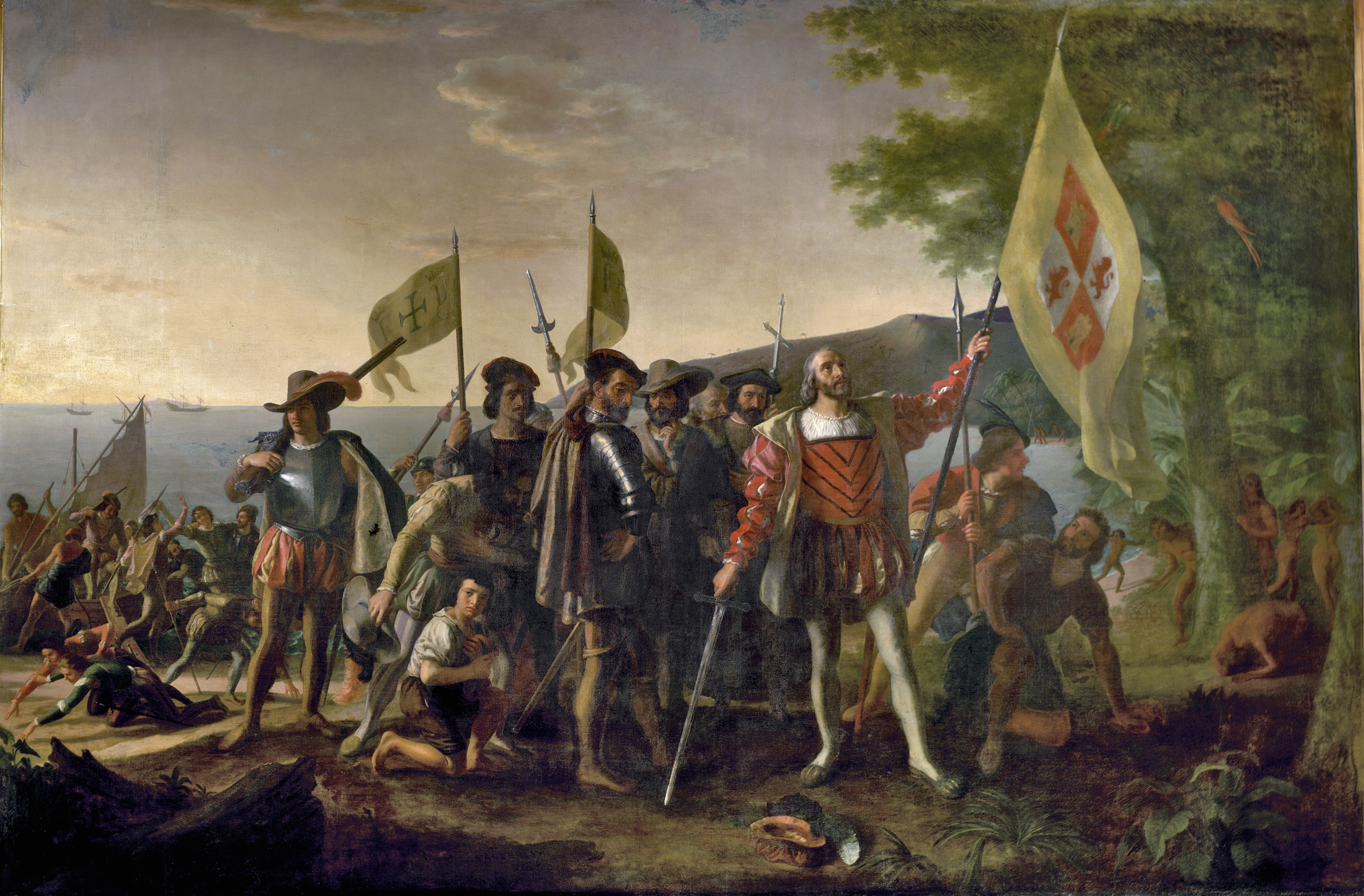
Cristòfor Colom arribant a Amèrica. L'arribada dels europeus marcarà una nova etapa en el continent.

Els primers europeus que van arribar a Amèrica van ser els vikings, els quals van establir una colònia de poca duració a Terranova. Hi ha altres teories que suggereixen que els xinesos van visitar Amèrica, però no hi ha prou proves per confirmar-ho. El viatge més important, i sovint anomenat el "descobriment d'Amèrica" va ser el viatge de Cristòfor Colom. Aquest viatge va ser l'inici de l'abrupte fi del desenvolupament d'aquestes civilitzacions, la colonització de les terres per immigrants europeus, i la marginació i a algunes àrees exterminació dels habitants.
L'esclavatge i l'exterminació dels amerindis (per guerra o per causa de les malalties europees), van canviar dràsticament el component ètnic i demogràfic del continent. A més dels immigrants europeus, les feines d'agricultura al Carib, el Brasil i els Estats Units van provocar l'arribada d'esclaus d'Àfrica.
Les principals nacions colonitzadores van ser el Regne Unit, Espanya, Portugal, França, els Països Baixos i Dinamarca (Groenlàndia). El començament de la fi de la colonització va ser la independència dels Estats Units el 1776, seguida d'Haití el 1804, i després dels països llatinoamericans de 1810-1830. Les noves nacions van tenir una composició ètnica molt diferent de la composició original: a Amèrica del Nord principalment europea (el Canadà i els Estats Units) o mestissa (Mèxic); a Amèrica Central principalment mestissa o ameríndia, al Carib principalment africana, a Amèrica del Sud molt variada: principalment europea i mestissa a l'Argentina i Uruguai, principalment mestissa a Xile, Veneçuela, Colòmbia i l'Equador, principalment ameríndia al Perú, Bolívia i potser al Paraguai, i principalment europea i mulata al Brasil. El Surinam és un país amb una demografia molt diversa, que inclou immigrants de l'Àsia, principalment de l'Índia.

### El repartiment d'Amèrica entre les nacions europees

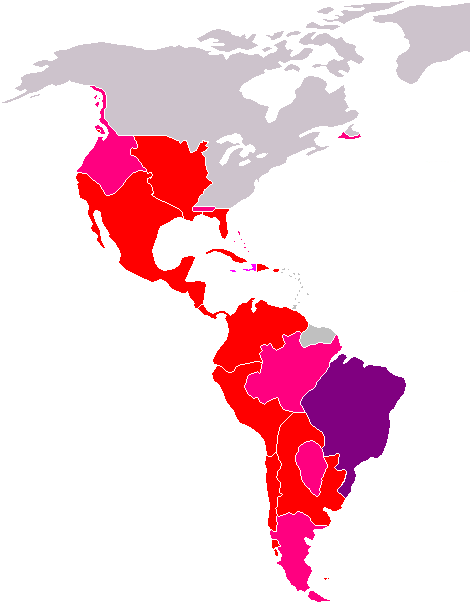
Colonització espanyola d'Amèrica (en vermell).

La colonització europea d'Amèrica s'inicia a la fi del segle xv després que Cristòfor Colom arribés el 1492 amb el mecenatge dels Reis Catòlics. A partir d'aquí, l'Imperi Espanyol, l'Imperi Portuguès, l'Imperi Britànic, França i Holanda, van conquerir i van colonitzar el continent, sent l'espanyol l'imperi més extens.
L'Imperi Espanyol va ser el primer a realitzar la conquesta, i es van assentar principalment a Amèrica del Nord, Amèrica Central i a l'àrea andina de Amèrica del Sud (imperis asteca i inca, respectivament). A Espanya se sumaria poc després Portugal al·legant drets territorials sobre el Brasil en virtut del Tractat d'Alcaçovas, de les Butlles Alexandrines i del Tractat de Tordesillas.
Espanya va ser la potència que major presència colonial va imposar a Amèrica. Va prendre possessió per la força dels dos grans imperis existents a Amèrica en aquest moment. Espanya es va apropiar de tota la Costa Oest d'Amèrica del Nord fins a Alaska i de territoris a l'interior i de la península de Florida, a més de tota Amèrica Central, el Carib i tota Amèrica del Sud amb l'excepció d'una zona costanera atlàntica que després va venir a ser el Brasil. En aquesta expansió l'Imperi Espanyol derrotaria l'Imperi Asteca i a l'Imperi Inca, a més de presentar batalla i dominar territoris de diferents tribus americanes.
Anglaterra va establir tretze colònies a la Costa est d'Amèrica del Nord i de bona part del Canadà, a més de conquerir a Espanya algunes illes del Carib, com Jamaica.
França va ocupar l'actual Guayana francesa a Amèrica del Sud (encara sota el seu domini), Louisiana en el Golf de Mèxic, algunes illes del Carib, i la regió canadenca del Quebec. Al segle xix els espanyols cedirien a França la meitat occidental de l'Espanyola; l'actual Haití.
Holanda va establir colònies a Amèrica del Nord (Nova Amsterdam que després seria Nova York), al nord d'Amèrica del Sud (Guyana holandesa, avui Surinam) i a les illes del Carib (Antilles Neerlandeses i Aruba).

### El col·lapse demogràfic
L'arribada dels europeus va causar l'entrada a Amèrica d'una sèrie de perilloses malalties (verola, tifus, febre groga, etc.) per les que els pobles originaris no tenien defenses biològiques adequades.
L'investigador nord-americà H. F. DobynsDobyns ha calculat que un 95% de la població total d'Amèrica va morir en els primers 130 anys després de l'arribada de Colom. Per la seva banda, Cook i Borak, de la Universitat de Berkeley, van establir després de dècades de recerca, que la població a Mèxic va disminuir de 25,2 milions el 1518 a 700.000 persones el 1623, menys del 3% de la població original. El 1492 Espanya i Portugal juntes no superaven els 10 milions de persones.
No hi ha cap dubte que el col·lapse demogràfic de la població original d'Amèrica va ser la causa essencial de la derrota militar de moltes de les civilitzacions conquerides pels europeus, com Mèxic i el Perú. Steven Katz ha dit sobre aquest tema:
| « | Molt probablement es tracta del major desastre demogràfic de la història: la despoblació del Nou Món, amb tot el seu terror, amb tota la seva mort. | » |

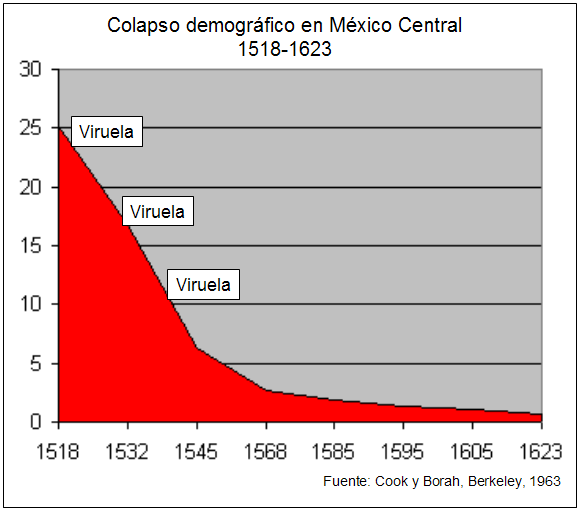
Segons els investigadors Cook i Borah de la Universitat de Berkeley, en 30 anys van morir 20 milions de mexicans i un segle després només quedava el 3% de la població original.

L'historiador nord-americà Charles Mann diu que Cortés: 
| « | ...no hauria vençut a l'Imperi Asteca si, mentre Cortés construïa les embarcacions, Tenochtitlán no hagués estat arrasada per la verola en la mateixa pandèmia que posteriorment va assolar el Tahuantinsuyu... La gran ciutat va perdre almenys la tercera part de població arran de l'epidèmia, inclòs Cuitláhuac. | » |

Alguna cosa similar va succeir amb l'Imperi Inca, derrotat per les hosts de Francisco Pizarro el 1531. La primera epidèmia de verola va ser el 1529 i va matar entre altres a l'Emperador Huayna Cápac, pare d'Atahualpa. Noves epidèmies de verola es van declarar el 1533, 1535, 1558 i 1565, així com de tifus el 1546, grip el 1558, diftèria el 1614 i xarampió el 1618. Dobyns va estimar que el 90% de la població de l'Imperi Inca va morir en aquestes epidèmies.
Cadascuna de les potències europees que van conquerir i van colonitzar el continent que recentment havien descobert, van utilitzar diferents mecanismes de dominació dels habitants d'Amèrica. En general els historiadors espanyols sostenen que la colonització britànica va ser bàrbara i genocida, mentre que els historiadors britànics sostenen que la colonització espanyola va explotar el treball indígena fins al seu extermini per reemplaçar-lo després amb esclaus segrestats a l'Àfrica. Aquestes visions són conegudes respectivament com la llegenda rosa i la llegenda negra de la colonització d'Amèrica per Europa.
El resultat general va ser una enorme mortalitat d'indígenes que s'ha arribat a estimar en el 95%
Per respondre a la massiva mortalitat d'americans autòctons, a partir del segle xvii els portuguesos, anglosaxons, francesos i holandesos van segrestar al voltant de 60 milions d'africans, dels quals uns 12 milions van arribar vius a Amèrica, on van ser reduïts a l'esclavitud.
Es va realitzar un gran flux de mercaderies i eines entre tots dos continents, també intercanvis culturals i costums. En un i l'altre continent es van introduir noves espècies d'aliments, plantes i animals. De manera negativa també, es van introduir nous tipus de malalties que particularment van delmar algunes comunitats indígenes.

## La independència

La Revolució Hispanoamericana
La reacció reialista
Sota control independentista
Sota control independentista
Espanya durant la invasió francesa
Espanya durant la revolució liberal

El control directe d'Europa va començar a decaure el 4 de juliol de 1776 amb la declaració d'Independència dels Estats Units davant la corona britànica, encara que sempre va haver-hi insurreccions i inconformitat per part dels nadius, aquest esdeveniment seria un al·licient més per a l'emancipació de les restants colònies del continent.
El procés d'independència a l'Amèrica Llatina va començar a principis del segle xix, si bé a mitjan segle xviii van començar les primeres revolucions "Comuneres" contra el poder espanyol. Entre elles destaquen els Comuneros del Paraguai, 1735 i la Insurrecció dels comuneros en el Virregnat de Nova Granada. El nom de "comuneros" es deu al lema de José de Antequera i Castro: "La voluntat del comú és superior a la del mateix rei". Si bé els comuneros van ser derrotats originalment (per exemple els del Paraguai en la Batalla de Tavapy) a poc a poc els diferents països sota domini espanyol van obtenir la seva independència.
El 25 de maig de 1809 amb la Revolució de Chuquisaca es va iniciar la Guerra d'Independència Hispanoamericana que finalitzaria el 1824 amb la batalla d'Ayacucho. En finalitzar la mateixa, Espanya havia perdut pràcticament totes les seves colònies a Amèrica, amb excepció de les illes de Cuba i Puerto Rico.
Els territoris independitzats donarien origen després de complexos processos a 15 noves nacions independents. Paraguai, Bolívia, Colòmbia, Costa Rica, Xile, Equador, El Salvador, Guatemala, Hondures, Mèxic, Nicaragua, Argentina, Perú, Uruguai i Veneçuela. El 1844 i el 1898 el procés es completaria amb la independència de la República Dominicana i Cuba, respectivament.
En els primers anys després de la independència es registren diversos intents de conformar grans estats nacionals a Hispanoamèrica. El 1819 es va conformar un gran estat independent sud-americà, denominat Gran Colòmbia, i que va abastar els territoris dels actuals Panamà, Colòmbia, Veneçuela i l'Equador. La República es va dissoldre el 1830. El 1816 es van conformar les Províncies Unides del Riu de la Plata com a gran estat sud-americà, incloent una gran part de l'Alt Perú que després va integrar Bolívia, i la Banda Oriental que després es va independitzar com República Oriental de l'Uruguai. Entre 1837 es va formar la Confederació Perú-Boliviana que es va dissoldre dos anys després. El 1823 es van formar les Províncies Unides del Centre d'Amèrica que es van dissoldre el 1839 per formar Costa Rica, Nicaragua, El Salvador, Hondures i Guatemala.
L'únic estat que va aconseguir la independència de manera pacífica en aquest període va ser el Brasil. Arran de les Guerres Napoleòniques, la capital va ser traslladada de Lisboa a Rio de Janeiro implicant-se amb això l'assignació de la categoria de regne al Brasil, un regne dins del Regne Unit de Portugal, el Brasil i l'Algarve (1807 – 1821). En dissoldre's pacíficament tal regne va sorgir l'Imperi del Brasil. La independència va ser proclamada el 7 de setembre de 1822 pel fill del rei de Portugal, Pere I del Brasil, que va establir una monarquia constitucional, d'economia basada en el treball esclavista. Durant el segle la mà d'obra esclava va ser gradualment substituïda per immigrants europeus, sobretot alemanys i italians.
Els grans protagonistes d'aquest període a Amèrica van ser George Washington, Simón Bolívar, José de San Martín, Miguel Hidalgo y Costilla, Agustín de Iturbide i uns altres que són considerats els pares de les pàtries americanes contemporànies per les seves lluites contra el domini colonial. La major part dels països del Carib i el Canadà es van independitzar durant el segle xx.

## Amèrica independent
El 1868 la flota d'Espanya va atacar les costes de Xile i el Perú per raó d'un conflicte colonial. També va restablir breument la seva dominació a Santo Domingo, entre 1861 i 1865, i va mantenir el control sobre Puerto Rico i Cuba fins al 1898. El 1888-1889 el Brasil va abolir l'esclavitud i després la monarquia per establir-se com a república.
Les diferències sobre les noves fronteres van provocar guerres constants entre les noves repúbliques d'Amèrica al llarg de les dècades posteriors. Les més destacades van ser la Guerra del Pacífic (1879-1884, Xile contra Bolívia-Perú) i la Guerra de la Triple Aliança (1865-1870, Argentina-Brasil-Uruguai contra el Paraguai). Aquesta última va acabar amb una derrota total del Paraguai, que va comportar fins i tot un desastre demogràfic: la població del país, aproximadament 525.000 persones abans de la guerra, va ser reduïda a uns 221.000 el 1871, dels quals només uns 28.000 eren homes. La consolidació de les noves repúbliques no va ser pacífica en canvi. No només les lluites limítrofes, sinó guerres civils van sacsejar els fonaments dels nous estats. L'expansionisme de països com els Estats Units, que es va annexionar territori de Mèxic; el Brasil, que va imposar la seva sobirania als territoris amazònics encara a costa de moure les fronteres dels seus veïns, els conflictes territorials entre el Perú, Bolívia i Xile; la creació de l'Uruguai, la desintegració de la Gran Colòmbia, que crearia tres nous estats: Colòmbia, Veneçuela i l'Equador, són la prova d'una època convulsa causada per la desaparició de les colònies. Aquesta època de grans canvis per al continent que va portar el segle xix entre independència i consolidació acabaria encara amb la construcció del Canal de Panamà, un canal interoceànic que va partir el continent en dos, a costa del territori colombià i crear un nou estat, Panamà (1903), sota la creixent influència d'una nova potència: Estats Units.

## Segle XX
El Segle XX a Amèrica va representar una època de grans canvis i interaccions. El continent que havia estat aïllat de la resta del planeta durant segles, era ara un dels més cèlebres, dels més visitats, dels més esmentats. Seguia sent el "Nou Món" i el territori de les oportunitats. Els Estats Units especialment tindria un paper central en el desenvolupament de la ciència i la tecnologia: el cinema de Hollywood conquistaria el món, el jazz, Elvis Presley, el rei del rock'n'roll, els invents, Broadway, els monopolis, els viatges espacials i d'altres factors. El cinema mexicà, argentí i brasiler serien la contrapart, Carlos Gardel, el rei del tango, el boom de la literatura hispanoamericana amb autors a l'altura dels grans clàssics universals com Gabriela Mistral, Pablo Neruda, Jorge Luis Borges, Gabriel García Márquez, Mario Vargas Llosa i uns altres, artistes de renom major com Fernando Botero, Diego Rivera, Frida Kahlo i centenars de noms en la pintura, l'escultura, les arts escèniques, el cinema. El continent de les races i de les cultures, farien que el segle xx es fes d'una o una altra forma, americà.

### Cap al nord ric i el sud pobre
El segle xx es va caracteritzar per dos fenòmens contradictoris, d'una banda els Estats Units i el Canadà van establir lliures democràcies estables fermament, mentre que la resta del continent va sofrir en molts dels seus països diversos tipus de dictadures i homes temibles de tota classe. Si bé ha d'assenyalar-se que les eleccions als Estats Units entre finals del segle xix i segle xx eren altament fraudulentes, i a Mèxic el sistema demogràfic va desembocar en un règim autoritari sense alternança democràtica en la presidència. Algunes fonts expliquen que no és casual aquesta divisió, i que aquesta inestabilitat política és conseqüència d'un procés econòmic i polític d'ingerència nord-americana aliada a les classes dirigents de cada país llatinoamericà. A la fi del segle que la major part del continent va aconseguir fer-se de governants triats democràticament, encara que no en totes les circumstàncies s'han establert institucions duradores. El desenvolupament econòmic dels Estats Units faria d'aquest país ja des de principis de segle la meca de la immigració, sobretot des d'Europa i Àsia, al costat dels països de l'Argentina i l'Uruguai.
En menor mesura la resta dels països americans no van ser aliens a aquesta nova onada de pobles que colonitzaven a la seva forma el Nou Món. El desenvolupament industrial del nord del continent que faria dels Estats Units una potència mundial, crearia una gran diferència d'enfront d'un sud empobrit. L'emigració de llatinoamericans cap a aquest país augmentaria amb el pas de les dècades fins a convertir-los com la segona "minoria" al seu territori. El Canal de Panamà, inaugurat el 1914, amb la seva ubicació en el punt més estret entre el Mar Carib i l'oceà Pacífic, va tenir un efecte d'àmplies projeccions en escurçar la distància i temps de comunicació marítima, produint avançaments econòmics i comercials que beneficiarien especialment als Estats Units. El liberalisme econòmic s'obriria pista a Llatinoamèrica, especialment després de la crisi econòmica de 1929, però en nombrosos països serien les classes altes i dirigents els beneficiaris davant una pagesia pobra i marginal. Els recursos naturals llatinoamericans estarien en mans de les multinacionals nord-americanes, però també europees. La matança de l'Escola Santa Maria d'Iquique el 1907 a Xile i la "Massacre de les Bananeres", protagonitzada per la United Fruit Company el 1928 a Colòmbia, són dos dels molts exemples de com van ser les polítiques del desenvolupament econòmic a Llatinoamèrica. La guerra del Chaco (1932 - 1935) entre Bolívia i el Paraguai pel control del riu Paraguai, va acabar amb la victòria paraguaiana i va deixar a tots dos com els més pobres d'aquest subcontinent cap a finals del segle xx.
El 9 d'abril de 1948 va ser assassinat el cabdill popular Jorge Eliécer Gaitán a Bogotà, la qual cosa abocaria a Colòmbia en un conflicte polític per la resta del segle. El 22 de novembre de 1963 altres magnicidis atemptarien contra les intencions de canviar una realitat política desfasada en el continent, la falta de drets dels afroamericans als Estats Units: és assassinat el president nord-americà John Fitzgerald Kennedy i el líder polític Martin Luther King. Cap a finals del segle, Amèrica comptava amb diversos dels països més pobres del món com Haití, Bolívia i El Salvador, entre altres o països on convivia el primer amb el tercer món com el Brasil, l'Argentina, Colòmbia i Mèxic, tota aquesta realitat en el mateix continent del país més ric del món. La idea de veure a "Llatinoamèrica com el pati posterior dels Estats Units" segons el president nord-americà Ronald Reagan es va convertir en el resum del que va ser la història del continent durant el segle xx i el compliment de la profecia del Libertador Simón Bolívar:
| « | "Els Estats Units semblen destinats per la providència per plagar l'Amèrica de misèria en nom de la Llibertat". | » |

### Amèrica durant les guerres mundials
Durant la Primera i Segona Guerra Mundial, el continent es va mantenir a resguard de l'ona destructiva que va arrasar Europa, Àsia i Àfrica i es va tornar una vegada més receptor natural de centenars de milers de refugiats. Amb la finalitat del conflicte, el 30 d'abril de 1948, es funda l'Organització dels Estats Americans. El 25 d'abril de 1945 es va celebrar la primera conferència a San Francisco de l'Organització de les Nacions Unides per garantir la pau del món, la qual tindria com a seu definitiva a la ciutat de Nova York. L'Organització dels Estats Americans es fundaria el 30 d'abril de 1948 a Bogotà culminant un llarg ideal començat el 1890 amb la Primera Conferència Internacional Americana, efectuada a la ciutat de Washington DC, que es convertiria el 1910 en la Unió Panamericana. La Carta de l'OEA va confirmar el suport a metes comunes i el respecte a la sobirania de cadascun dels països del continent.
El comandant Neil Armstrong va ser el primer ésser humà que va trepitjar la superfície de la lluna el 20 de juliol de 1969 al Sud del Mar de la Tranquil·litat, (Mare Tranquilitatis). Armstrong, nascut a Ohio el 1930, va viatjar amb altres dos companys en la missió Apollo 11.
Però l'anomenada guerra freda tindria conseqüències nefastes en sòl americà. En el primer lustre dels anys 1960 el règim implantat a Cuba per Fidel Castro i el Che Guevara, entre d'altres, va orientar la política del seu país cap a la Unió de Repúbliques Socialistes Soviètiques (URSS), de la qual va passar a ser un incondicional aliat en detriment dels interessos geoestratègics dels Estats Units. La situació va tenir el seu punt més dramàtic en la "Crisi dels míssils de Cuba" que va portar a la humanitat a estar més a prop que mai d'una tercera guerra mundial, però que va poder evitar-se gràcies a la voluntat de Nikita Jrushchov i John F. Kennedy. Com a conseqüència, va esclatar el conflicte armat intern a Colòmbia el 1964, va haver-hi més sèries de violents règims dictatorials en diversos països d'Amèrica Llatina: Brasil (1964), Argentina (1968 i 1976), Xile (1973), Uruguai (1973), Bolívia (1980), a més de l'esclat del conflicte armat intern del Perú el 1980.
El 4 d'abril de 1968 un altre magnicidi va sacsejar al continent: era assassinat el Dr. Martin Luther King, a Memphis, un dels grans activistes del Moviment pels Drets Civils als Estats Units pels afroamericans, llaureat amb el Premi Nobel de la Pau. Va organitzar i va dur a terme marxes pel dret al vot, la no discriminació, i altres drets civils bàsics. La majoria d'aquests drets van ser promulgats en les lleis dels Estats Units amb l'aprovació de l'Acta dels Drets Civils i l'Acta dels drets de votació. És tal vegada més famós pel seu discurs "I Have a Dream (Jo tinc un somni)" davant del Monument a Lincoln durant la Marxa sobre Washington pel treball i la llibertat el 1963. King és recordat com un dels majors capdavanters i herois de la història dels Estats Units, i en la moderna història de la no violència.

### Fi del segle
Després de la fi de la guerra freda amb la caiguda del Mur de Berlín, el continent va veure l'avanç del Neoliberalisme, un conjunt de propostes político-econòmiques amb èmfasis en la lliure circulació de capitals, la privatització d'empreses públiques i el desmantellament de l'Estat de Benestar. Els pares d'aquests processos van ser el Banc Mundial, l'Organització Mundial del Comerç i el Fons Monetari Internacional (FMI). Aquestes polítiques que obeeixen a una més complexa xarxa del mercat internacional, si bé va posar fi a governs de facto com les dictadures llatinoamericanes, va generar per exemple la crisi financera argentina a partir de 1998 que crearia una alarma econòmica continental.
Una altra característica de la fi de segle, especialment en la dècada dels 80, seria l'enfortiment financer de les màfies de la droga que van tenir com a epicentre Colòmbia, Mèxic i Estats Units, especialment. La màfia, lligada a la droga, va adquirir un enorme poder econòmic que va arribar fins i tot a ser un veritable poder paral·lel a l'Estat. Un dels noms claus de l'època, que va arribar a proporcions de mite, va ser el de Pablo Escobar, que, a part del seu enriquiment il·lícit, i d'acord de l'edició de 1985 de la Forbes, va arribar a ser el cinquè home més ric del món, amb la capacitat de posar en escac la política colombiana i crear un conflicte internacional que va involucrar a altres països americans en l'anomenada "guerra contra el narcotràfic".

## Un nou mil·lenni
El 2001 va marcar l'inici d'un nou mil·lenni i un nou segle. Si el segle xx no va ser el segle de la pau i la prosperitat continental, la manera en la qual va irrompre la nova data cronològica no va augurar millors temps. L'11 de setembre de l'any 2001 tindrien lloc els atacs suïcides que van implicar el segrest de quatre avions de passatgers, que van ser emprats com bombes aèries deixant al voltant de 3.000 morts. Les Torres Bessones del Centre Mundial de Comerç (WTC per les seves sigles en anglès), van ser destruïdes i el Pentàgon va resultar danyat. La història es precipitaria per al món sencer: el president George W. Bush iniciaria les invasions de l'Afganistan i l'Iraq, i Orient i Occident es veurien enfrontats en un conflicte que va despertar velles disputes, va obrir la perspectiva a noves ambicions i va crear noves situacions històriques.